# ビハーラ医療団
ビハーラ医療団は、浄土真宗の教えを学び、ビハーラ（仏教ホスピス）運動を推進する医療関係者・ビハーラ関係者のネットワーク組織。
1998年7月に内田桂太（岩手県立磐井病院院長:当時）、田畑正久（東国東国保総合病院院長:当時)、田代俊孝（同朋大学教授:当時)の呼びかけで発会。全国組織で会員は多くが医師などの医療関係者であり、同時に僧籍を持つ。毎年、各地で「仏教と医療を考える研修会」を開催。その記録をビハーラ医療団講義集として刊行。事務局を仁愛大学(〒915-546福 井県越前市大手町3-1-1)に置く。会員は現在約78名。2015年第49回仏教伝道文化賞沼田奨励賞を受賞。
活動は、研修会の開催、ビハーラ関係の出版物の刊行、情報交換、ビハーラの実践と啓発、医療面での協力。綱領として以下のことを掲げる。
〔 綱領〕ハーラ医療団』の会員は、それぞれの場で仏教精神に基づいて医療活動を行い、一人ひとりの人間が心豊かに幸福な人生を全うしていくことに貢献するために次ぎのことに努めまます。
1. 私たちは「「自信教人信」の立場で聞法します。
2. 私たちはあらゆる「いのち」を尊び、共生の社会の実現に努めます。
3. 私たちは病める患者と生老病死の苦悩を共有し、ビハーラ運動の普及に努めます。